# Chapelle de Flérier
La chapelle de Flérier est une chapelle située dans le département de la Haute-Savoie, dans la commune de Taninges, en France.

## Historique
L'édifice est inscrit au titre des monuments historiques en 1986.